# Ryggsträng
Ryggsträng (även notokord eller korda; vetenskapligt: chorda dorsalis) är en stavformig bildning i embryon eller larvformer hos alla ryggsträngsdjur. Ryggsträngen innehåller en elastisk stödjevävnad (axialt mesoderm), och kan ge kroppen en viss skelettlik stadga. Den kvarstår hos lansettfiskar, men tillbakabildas helt hos manteldjuren. Hos de flesta ryggradsdjur omvandlas eller ersätts den i huvudsak av ryggraden. Den finns hos vuxna däggdjur kvar som en liten rest i diskarna mellan ryggkotorna.